# Vliegtuigcrash in Sake-Masisi

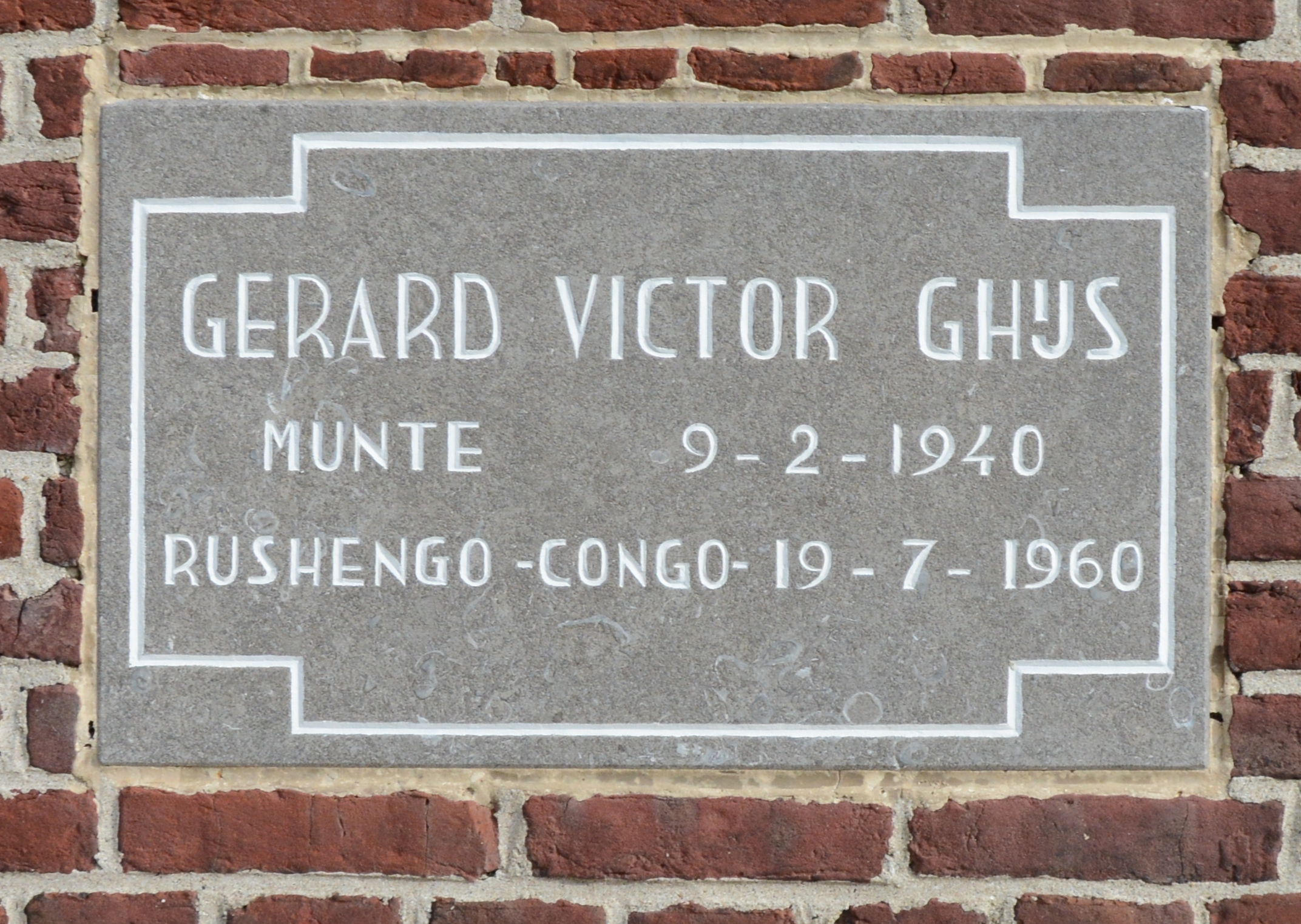
Gedenksteen voor een overledene aan de kerk van Munte.

De vliegtuigcrash in Sake-Masisi was een ongeval met een Belgisch legervliegtuig dat gebeurde op 19 juli 1960 in de voormalige kolonie Belgisch-Congo. Daarbij lieten 41 Belgen het leven, waarvan 36 leden van de infanterie-eenheid VVE (Vliegveld Verdedigings Eenheden).

## Motorpech
Met een DC-6 waren ze – op zondag 17 juli 1960 – van op Melsbroek vertrokken, om er op 18 juli te arriveren in Bujumbura. Minder dan drie weken na het uitroepen van de onafhankelijkheid waren er in Congo onlusten uitgebroken. De meegereisde groep soldaten diende er de orde te gaan handhaven, onder meer het controleren van het vliegveld van Bunia.
De op 19 juli 1960 voor een opdracht vertrokken Fairchild C-119 Flying Boxcar CP-36 bereikte echter nooit zijn bestemming. Het toestel kreeg eerst motorproblemen tussen Sake en Masisi en stortte vervolgens neer in Rushengo, nabij Goma in de Kivu. Daarbij kwamen 36 officieren, onderofficieren en soldaten, alsook vijf bemanningsleden om het leven. Vier personen overleefden de ramp.
De manier waarop deze missie tot stand kwam, alsook de wijze waarop de militairen door de overheid werden behandeld hebben voor een blijvende kritiek gezorgd. België werd nadien veroordeeld in de UNO-Veiligheidsraad voor deze actie.
Bovendien bestaat er bij tijdsgenoten die deel uitmaakten van de betrokken Wings de verdenking dat de ware oorzaak van het neerstorten van de C-119, namelijk het onder vuur nemen van het vliegtuig, om politieke redenen niet openbaar mocht worden gemaakt, en dat de getuigen die hiervan destijds de bewijzen hebben ontdekt, de zwijgplicht kregen opgelegd. De al gespannen relaties met toenmalig Congo mochten niet verder onder druk worden gezet, en de Belgische Regering zou in een nog slechter daglicht worden geplaatst, ook al door de aanwezigheid van dienstplichtigen in het vliegtuig. Het meesturen van dienstplichtigen op deze missie was een beslissing die bij beroepsmilitairen destijds met gelatenheid en verbazing werd vernomen, en die nadien ook gecontesteerd werd in het Belgische Parlement.